# 港島南岸
港島南岸（英語：THE SOUTHSIDE），是香港一個大型私人屋苑綜合發展項目，位於香港島南區黃竹坑香葉道11號，座落於港鐵黃竹坑站及港鐵黃竹坑車廠上蓋。項目由港鐵公司策劃，各期由不同發展商興建，是一個結合住宅、商場及公共設施的鐵路上蓋綜合發展計劃。項目前身為黃竹坑邨及黃竹坑工廠區，屬香港市區重建及鐵路物業發展的重要項目之一。

## 整體規劃
項目位於南朗山道、警校道及香葉道交界，地盤面積達77.1萬平方呎，佔地7.17公傾，可建樓面面積約500萬平方呎。項目分6期發展，提供14座住宅大樓，樓高由28至48層不等，合共提供約5,200伙住宅單位及佔地51萬方呎的商場「The Southside」，將成為南區最大型購物商場。
項目於2017年起推出市場招標，預計2022至2026年分期落成。2010年規劃階段時，部分南區區議員曾反對樓宇過高，擔心會形成屏風樓效應影響區內通風。不過政府及規劃署認為上蓋住宅需要有足夠人口密度，才能確保商場及社區設施的營運可行性。

### 社區設施
第3期及第4期之間將設中央會所「Club S」及面積達3萬平方呎的中央花園，讓6期住戶共用。會所設施包括50米戶外泳池、健身室、兒童遊樂區及多用途運動場等。項目亦包括幼稚園、安老院舍等社區設施，並設有行人天橋系統連接港鐵黃竹坑站及周邊社區。

### 交通配套
項目毗鄰港鐵南港島綫黃竹坑站，住戶可經有蓋行人通道直達車站。周邊設有多條巴士及小巴路線，來往金鐘、銅鑼灣、香港仔及赤柱等地。為配合項目發展，區內道路網絡亦進行了擴建工程，包括擴闊香葉道及改善南朗山道交界處。

## 住宅部分
以下是港島南岸各期基本資料：
| 期數 | 項目名稱   | 座數 | 伙數  | 發展商                                     | 入伙時間 | 單位面積    | 戶型         | 會所名稱              | 提供升降機服務的廠商 | 黃竹坑站經商場連結屋苑之入口    |
| 1    | 晉環       | 2    | 800   | 路勁基建、平安不動產及港鐵                 | 2023年   | 290 - 1,115 | 開放式至四房 | THE SOUTHLAND CLUB    | 日立                 | 商場2樓住宅通道                 |
| 2    | 揚海       | 2    | 600   | 嘉里建設、信和置業及港鐵                   | 2023年   | 320 - 1,901 | 一房至四房   | Club Marina           | 日立                 | 商場2樓住宅通道                 |
| 3    | Blue Coast | 4    | 1,200 | 長實及港鐵                                 | 2025年   | 452 - 1,267 | 兩房至四房   | Biophille Realm       | 迅達                 | 商場1樓設通道連接專屬升降機大堂 |
| 4    | 海盈山     | 2    | 800   | 嘉里建設、信和置業、太古地產及港鐵         | 2025年   | 351 - 2,291 | 一房至四房   | Club Cascade          | 通力                 | 商場2樓住宅通道                 |
| 5    | 滶晨       | 2    | 850   | 新世界、資本策略、帝國集團、麗新發展及港鐵 | 2026年   | 408-3120    | 兩房至四房   | The Verdent The Crest | 奧的斯               | 商場2樓住宅通道                 |
| 6    | 尚待公佈   | 2    | 617   | 會德豐及港鐵                               | 尚待公佈 | 尚待公佈    | 尚待公佈     | 尚待公佈              | 尚待公佈             | 尚待公佈                        |

### 第一期：晉環 （Southland）
晉環位於整個港島南岸的最南方，佔地約1.1公頃（約11.84萬方呎），樓面面積約57.7萬方呎，可建兩幢樓高37層住宅大廈，提供約800伙單位，其中749伙為標準單位，設開放式至四房間隔，實用面積由289平方呎起，至最大1,302平方呎，另有51伙特色單位，實用面積則約289至2,083平方呎。會所命名為THE SOUTHLAND CLUB，連綠化園林面積超過6.6萬方呎，設施包括25米長室外泳池、健身室、宴會廳、燒烤場和戶外兒童遊樂區等。而基座3樓設中度智障人士宿舍及綜合職業康復服務中心，並有24小時通道連接。建築師為巴馬丹拿集團並由中國海外房屋工程承建。預計2022年12月底落成，到2023年1月入伙。
2017年2月28日，港鐵公佈路勁基建與平安不動產（中國平安子公司）資本合組的中資財團怡騰投資有限公司以補地價金額逾46.84億元，每方呎約8,119元，分紅比例固定為35%奪得項目。港鐵及路勁基建以保密為由，拒絕透露地價。至2020年11月中，發展商正式就此項目註冊「晉環」及「South Land」商標，為開售作預先準備。項目在2021年4月23日開價。首批160伙價單一房單位折實入場費1,146萬元，折實平均呎價29,689元，成為香港有史以來第二貴的鐵路上蓋住宅項目。項目預計5月初開售。

### 第二期：揚海（La Marina）
揚海地盤面積約9.26萬方呎，鄰近黃竹坑南朗山道。屋苑位於第一期的旁邊。項目樓面約49.3萬方呎，可建兩座25層及30層住宅樓宇，提供約600個住宅單位，預計關鍵日期為2023年8月。建築師為巴馬丹拿集團並由中國海外房屋工程承建。
最後項目落成後由兩座24及29層高之住宅樓宇組成，合共提供600伙單位，實用面積介乎320至1,901平方呎，設共9款不同戶型，包括一房至四房。當中兩、三房為主打，分別有271伙和198伙。項目亦設連平台特色戶、連天台特色戶及複式單位，合共29伙。而每座大廈再細分為A、B兩翼，每翼約6至7伙單位。而基座2樓和3樓設24小時通道連接第一期和香葉道。5樓平台其中一邊範圍的空間為中央花園，讓6期住戶共用。
第二期在2017年11月初收到37份意向書，截標時合共收到10份標書。2017年12月5日，港鐵公佈嘉里建設及信和置業各佔50%股權的合資公司High Crown Holdings Limited，以補地價約52.1億元，以項目可建樓面面積約49.3萬方呎計算，每方呎樓面補地價約10,576元，分紅比例固定為30%，成功投得港鐵黃竹坑站第二期發展項目，補地價約52.1億元。
到2021年8月17日，發展商上載樓書。2021年8月24日，發展商公布公布首批120伙價單，折實平均呎價30,880元，較第一期晉環的首批高4%，呎價計為歷來最貴鐵路盤。

### 第三期：Blue Coast

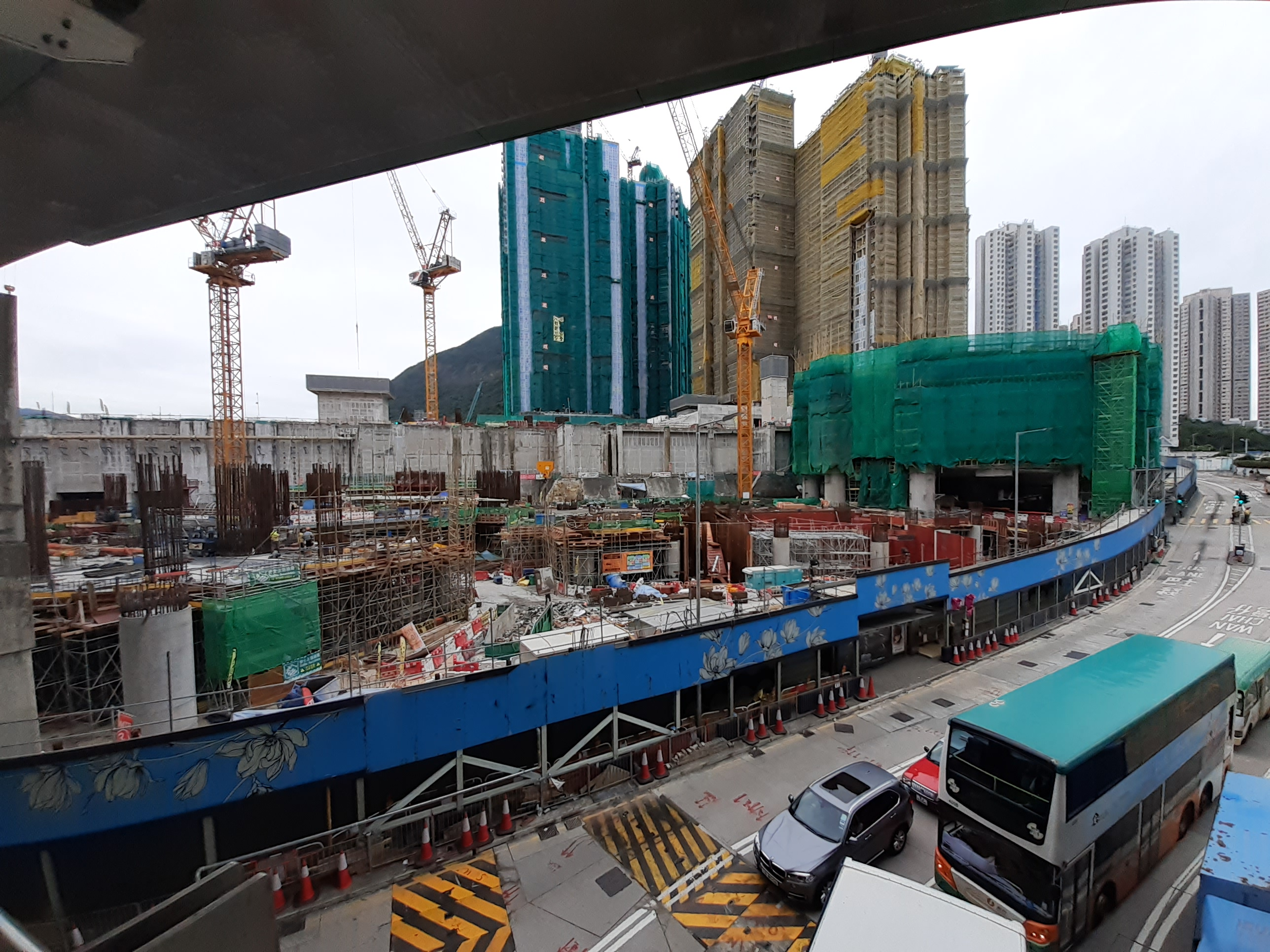
晉環及黃竹坑站上蓋發展項目第三期，2021年10月

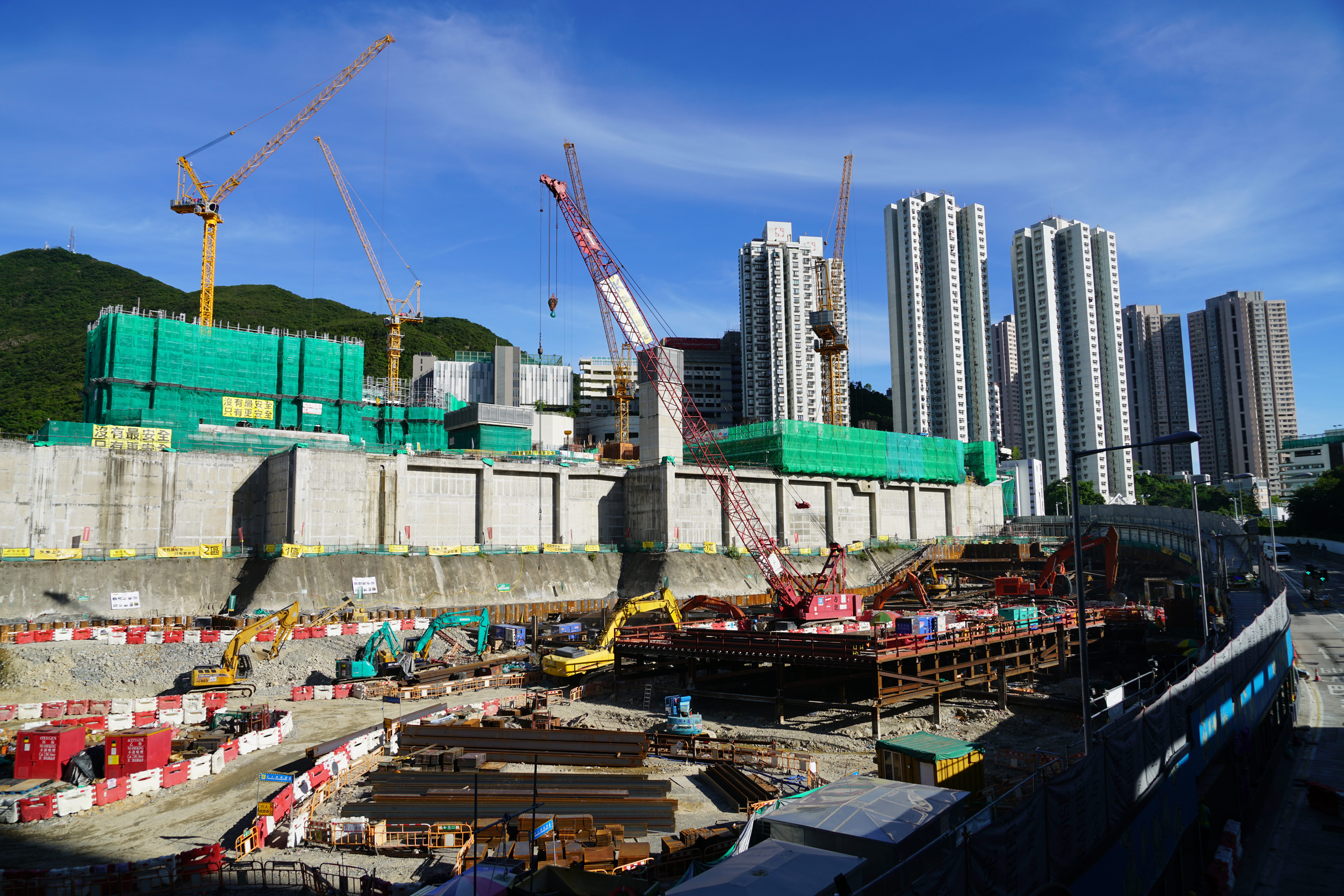
晉環及黃竹坑站上蓋發展項目第三期，2020年6月

第三期位於整個物業發展項目的西北面，住宅樓面近100萬方呎，可建4座樓宇，不多於1,200伙，預期2024年落成。另設約50.59萬方呎商場，由港鐵公司保留經營。業界估計，項目連同129.71億元補地價在內，估值介乎225.88億至361.41億元，預計每方呎樓面地價約1.5萬至2.4萬元，成為最貴的港鐵項目。建築師為劉榮廣伍振民建築師並由中國海外房屋工程（以中國建築名義）承建。
港鐵於2018年6月27日接獲36份發展意向書。但因項目投資金額龐大，在8月7日截標時只接獲5份標書，包括獨資競投的長江實業、新鴻基地產、恒基兆業地產及華懋集團，而新世界發展則與信和置業、會德豐地產、中國海外發展、嘉華國際集團組財團入標。
8月9日，港鐵公佈由長江實業（以「建鋒投資有限公司」名義）成功投得，但未有透露地價。
，項目2020年11月獲屋宇署批建4幢29至31層商住物業，另設7層平台，住宅樓面約1,001,569方呎，而由港鐵公司(00066)持有的商場部分，面積約525,870方呎
發展商於2022年11月同時為項目第3B期及第3C期入紙申請預售樓花同意書，現已獲批。項目3A期屬商場The Southside。2024年2月21日命名為BLUE COAST，項目名稱中的Blue屬南區的諧音，而南區及項目均享有海天一色美景。本期數亦需負責興建包括室内游泳池和室内體育館的中央會所（Central Clubhouse)及中央花園（Central Garden）等住宅部分公用設施。

### 第四期：海盈山 (La Montagne)
第四期位於物業發展項目的東南面，鄰近第1期，可建2座不多於800伙的樓宇，景觀主要望海洋公園一帶及開揚山景，預計2025年落成。港鐵於2019年9月23日接獲38份發展意向書，不過到10月23日截標時只接獲6份標書，獨資競投包括鷹君集團、長江實業、恒基兆業地產及新鴻基地產。嘉里建設夥拍信和置業和太古地產合資，而會德豐地產夥拍中國海外發展和及華懋集團組財團入標。同年10月28日，港鐵公布由嘉里建設、太古地產及信和置業合組的財團奪得項目發展權。市場人士估計地皮估值(已包括補地價金額67.5774億)約95.7億至127.7億元，每方呎樓面地價約1.5萬至2萬元。項目由梁黃顧建築師（香港）事務所設計並由中國海外房屋工程(以中國建築名義)承建。
發展商於2022年1月同時為項目第4A期及第4B期入紙申請預售樓花同意書，4A期於2022年11月獲批預售樓花同意書，4B期現尚待批中。2023年4月27日正式命名為“海盈山 La Montagne”。其中第4A期位於第2A及2B座，提供432伙單位，實用面積介乎389至915方呎，為一房至三房單位。大廈另設16伙連花園或天台特色單位，實用面積介乎351至1,847方呎，最大單位為四房間隔。預計關鍵日期為2025年5月15日。
項目第一座之分層四房單位設有私人升降機大堂為各港鐵項目中首創。

### 第五期：滶晨 (Deep Water Pavilia)
第五期位於物業發展項目的東面，可建樓面約63.6萬平方呎，將提供1050伙單位，平均面積僅600平方呎，為項目中平均單位面積最細的一期。市場估值約108.1億至127.7億元，每呎樓面地價約1.7萬至2萬元。項目最終提供825伙，比原來計劃少建225伙，平均面積增加至770平方呎。
港鐵於2020年12月15日招收意向書，並於2021年1月26日截標，最終收到6份標書，分別來自獨資的新鴻基地產、嘉華國際集團和長江實業，另外有3個合資財團，當中由恒基兆業地產聯同華懋集團、會德豐地產和希慎興業組成，由信和置業聯同嘉里建設、鷹君集團和遠東發展組成，以及由新世界發展聯同帝國集團、資本策略地產及麗新發展合作入標。翌日，港鐵公佈由新世界發展、帝國集團、資本策略地產和麗新發展組成的財團奪得。
項目補地價金額約64.3731億元，以樓面上限63.6萬方呎計，每方呎樓面補價10119元，較2019年9月第4期，每方呎樓面補價10587元低4%，項目另設固定分紅，比例為25%
項目由呂元祥建築師事務所(香港)有限公司設計並由其士建築承建。2024年10月，項目分為5A及5B期兩期已獲批預售樓花同意書。2025年3月31日，項目5A期正式命名為滶晨(Deep Water Pavilia)，「滶晨」一名中的「滶」字，有翱翔海洋的意思，呼應項目比鄰多個歷史悠久的著名泳灘，遠眺最令人嚮往的南區海岸線；而「晨」則意指晨曦，晨光美景加上優美醉人的深水灣及淺水灣海灣，意指項目環抱壽臣山翠綠山巒，擁抱山水。項目設雙會所The Verdent 及天際會所 The Crest，另外住戶同時亦可享用港島南岸中央會所，三會所設計及天際會所為全港島南岸唯一。
項目5A期（第1A及1B座）將主打3房及4房戶型，均設私人電梯大堂；亦設有2房單位及特色單位。示範單位及展銷廳各設於鰂魚涌K11 ATELIER 及黃竹坑S22，為全港各項目首創。

### 第六期
第六期位於物業發展項目的東北面，會德豐地產以補地價金額逾49.4586億元，每呎補地價約9,818元投得，可建樓面上限為46800平方米（約503755平方呎），提供不多於750伙住宅單位。港鐵在2021年3月8日邀請發展商或財團提交發展意向書，截止日期為3月12日下午2時。同年4月15日，第六期正式截標，共有6個財團入標，包括會德豐地產、長江實業、新鴻基地產、恆基兆業地產、嘉華國際集團，以及由信和置業-嘉里建設財團。一日後，港鐵宣佈港島南岸六期由會德豐地產投得。項目由巴馬丹拿集團設計並由協興建築承建。全盤共提供617伙。

### 各期的建築師及總承建商
| 期數 | 建築師                   | 總承建商                 | 落成年份 |
| 1    | 巴馬丹拿                 | 中國海外房屋工程有限公司 | 2023     |
| 2    | 巴馬丹拿                 | 中國海外房屋工程有限公司 | 2023     |
| 3    | 劉榮廣伍振民建築師事務所 | 中國海外房屋工程有限公司 | 2025     |
| 4    | 梁黃顧建築師事務所       | 中國海外房屋工程有限公司 | 2025     |
| 5    | 呂元祥建築師事務所       | 其士（建築）             | 2026     |
| 6    | 巴馬丹拿                 | 協興建築                 | 2028     |

## 商場

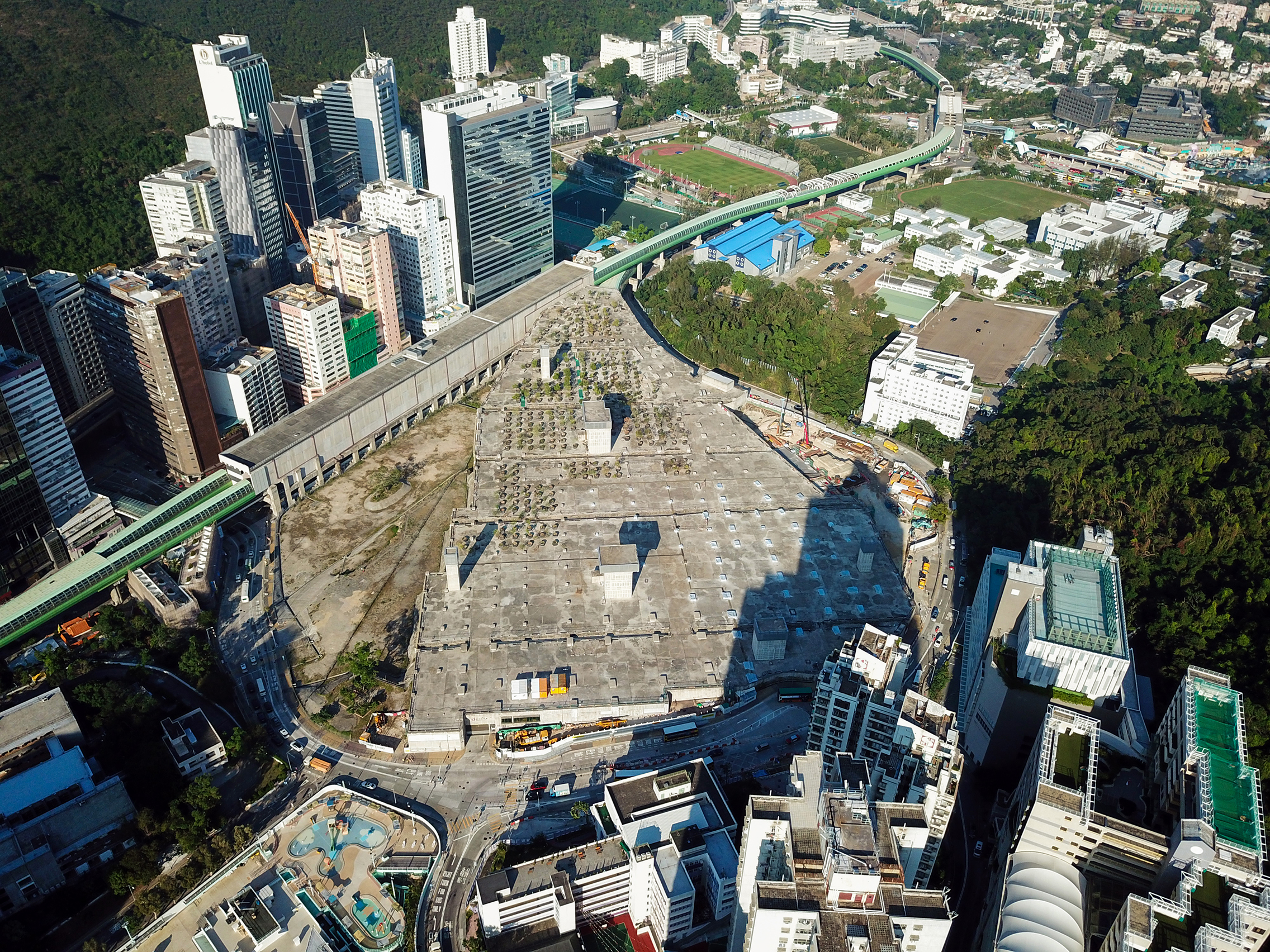
黃竹坑車廠上蓋發展項目全貌（2018年11月）

商場命名為THE SOUTHSIDE，樓高5層佔地51萬平方呎，設約150間商戶，亦設有提供235個停車位，2023年12月12日試業，在下半年的聖誕前開業，2024年12月正式開幕。場內設計會以高雅及大自然柔和色系為主調，商場入口設有1.4萬平方呎的公共休憩空間，而場內有不少於3,000平方呎的表演場地。港鐵將引入不同類型的商戶，如英皇戲院、大型食肆、具服務性行業的大舖位和大型綜合超市等，並引入智能科技。

## 批評
2010年，南區區議會認為項目不應作高密度的發展，與該區的環境及用途均不配合，同時擔心屏風樓效應，會令遊客對海洋公園的印象大打折扣。而港鐵亦沒有時間諮詢區內居民，更認為港鐵是將項目以巨額物業利潤達到營利目的。議員認為用地應發展為康樂及旅遊設施會較理想。
2011年，時任區議員區諾軒曾與都市日報記者合作，報導港鐵黃竹坑車廠上蓋的問題，包括要求開放港鐵黃竹坑物業上蓋平台為公共空間。但因該報在港鐵派發，有關對港鐵的負面報導都一律被禁。這樣媒體變相局限讀者接收的資訊，不能做到為民監察的效果。

## 鄰近地方
- 南朗山道熟食市場
- 包玉剛游泳池
- 新會商會陳白沙紀念中學
- 新加坡國際學校（香港）
- 安貧小姊妹會聖瑪利安老院
- 香港警察學院
- 瑪莉灣學校
- One Island South
- 黃竹坑遊樂場